# Горная промышленность Гамбии
Горнодобывающая промышленность в Гамбии, состоящая в основном из добычи глины, латерита, песка и гравия, кварцевого песка и циркона не играет существенной роли в экономике Гамбии.

## Правовая база
Государственный департамент торговли, промышленности и занятости является государственным органом, ответственным за управление горнодобывающим сектором. Новый закон о полезных ископаемых и горнодобывающей промышленности, предложенный в 2001 году, все еще находился на рассмотрении правительства для утверждения с 2005 года. Правительство ввело политику по привлечению прямых иностранных инвестиций, включая бесплатную репатриацию капитала и прибылей, специальные Инвестиционные сертификаты, а также конституционные гарантии и гарантии против национализации и экспроприации инвестиций.

## Горное дело
По состоянию на 2005 год австралийская компания Carnegie Corporation Ltd. (CCL) (50 %) в совместном предприятии с китайской Astron (50 %) владела эксклюзивной лицензией на поиск месторождений минеральных песков. В 2005 году совместное предприятие завершило вторую программу пробных дноуглубительных работ на месторождении. После завершения программы дноуглубительных работ и оценки воздействия на окружающую среду, согласно исследованию, компания подала заявку на конвертацию своей разведочной лицензии в горнодобывающую аренду. По состоянию на конец 2005 года CCL продолжала ждать одобрения правительства. По состоянию на 2005 год общие измеренные, выявленные и предполагаемые ресурсы оценивались в 18,8 миллиона метрических тонн (Мт), которые содержали примерно одну Мт тяжёлых минералов при бортовом содержании 1 %. По оценкам, комплекс тяжелых минералов этих месторождений состоит примерно из 71 % ильменита , 15 % циркона , 3 % рутила и 11 % других минералов.